# Саул Аарон Кріпке
Сол Аарон Кріпке (англ. Saul Aaron Kripke, 13 листопада 1940 — 15 вересня 2022) — американський філософ і логік. Є почесним професором  Гарвардського університету, працює заслуженим професором Вищої школи та Університетського центру Міського університету Нью-Йорка. З 1960-х років став центральною фігурою таких областей як математична логіка, філософія мови, філософія математики, метафізика, епістемологія, теорія множин. Велика частина його робіт залишається неопублікованою, існує лише у вигляді аудіозаписів або у вигляді рукописів, які розповсюджуються особисто (Див. «Неопубліковані рукописи та онлайн-лекції»). Кріпке отримав  премію Рольфа Шока з філософії та логіки в 2001 році. Згідно з недавнім опитуванням, Кріпке входить у десятку найважливіших філософів останніх 200 років.
Кріпке зробив значний внесок у логіку, особливо в  модальну логіку, коли ще був юнаком. Що незвично для професійного філософа, Кріпке має лише академічну ступінь бакалавра, отриману ним у  Гарварді. Його роботи вплинули на  аналітичну філософію, найзначнішим його внеском вважається метафізичний опис  модальності, що включає ідею  можливих світів як вона пояснюється в системі, званій зараз семантикою Кріпке. Іншим його важливим досягненням є демонстрація того, що існують необхідні  апостеріорні істини, такі як «Вода є H2O». Також він вніс вклад у вивчення філософії  Вітгенштейна, його інтерпретація була названа «Кріпкенштейн». Найбільш відомою роботою Кріпке є книга «Іменування і необхідність» (1980).

## Біографія
Саул Кріпке є найстаршою дитиною з трьох дітей Дороті Кріпке і рабина Маєра Кріпке. Його батько був лідером Бет Ель Синагоги, єдиного консервативного згромадження в Омасі, штат Небраска. Його мати писала освітні книги для єврейських дітей. Саул і дві його сестри, Мейделін і Нетті, відвідували Початкову школу Дайдо в Омасі і Вищу центральну школу Омахи. Саул був дуже  обдарованою дитиною. У віці шести років він самостійно вивчив древній єврит. До дев'яти років він прочитав всі твори Шекспіра, вивчив філософію Декарта і (працюючи абсолютно самостійно) вирішив ряд складних проблем в геометрії, алгебрі та математичному аналізі. У сімнадцять років він довів свою першу теорему про повноту модальної логіки (і опублікував цей результат коли йому було вісімнадцять років). Після закінчення вищої школи в 1958 році він поступив в Гарвардський університет, який закінчив з відзнакою і дипломом бакалавра з математики. У Кріпке немає яких-небудь інших академічних ступенів. На другому році навчання Кріпке вів курс з логіки в  Массачусетському технологічному інституті.
Після закінчення університету (1962 рік) Кріпке отримав грант по Програмі Фулбрайт. У 1963 році він був включений в Гарвардське товариство стипендіатів. Потім він кілька років викладав в  Гарварді, після в 1967 році перейшов в Рокфеллеровській університет в Нью-Йорку, а потім в 1977 році в Принстонський університет. У 1988 році в Гарварді він отримав нагороду Бермана за внесок в гуманітарні науки. У 2002 році Кріпке почав викладати в Вищій школі і Університетському центрі Міського університету Нью-Йорка в Манхеттені, і в 2003 році був призначений заслуженим професором. Він одружений з Маргарет Гілберт, яка теж професійно займається філософією.
Кріпке отримав почесні ступені в Університеті Небраски, Університеті Джона Хопкінса (1997), Університеті Хайфи (1998) і  Університеті Пенсільванії  (2005). Він є членом  Американського філософського товариства. Кріпке також був обраний членом  Американської академії мистецтв і наук і членом-кореспондентом  Британської академії. У 2001 році він отримав  премію Рольфа Шока з логіки та філософії.

## Робота

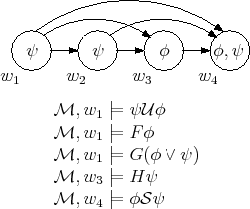
Моделі Кріпке для систем модальної логіки

Найзначніший внесок Кріпке в філософію полягає в наступному:
1. Семантика Кріпке для  модальної логіки, побудована ним в ряді робіт, опублікованих ще в той час, коли Кріпке був юнаком.
2. Його лекції «Іменування і необхідність» 1970 року, прочитані в Принстонському університеті (опубліковані в 1972 і 1980 роках) значно перебудували  філософію мови і, як деякі вважають, «зробили заняття метафізикою знову респектабельним».
3. Його інтерпретація філософії  Вітгенштейна.
4. Його теорія  істини.

Він також зробив внесок в  теорію множин (див. допустимий ординал та теорія множин Кріпке-Платека).

## Значення «Я»
У січні 2006 року в  Вищої школи та Університетського центру Міського університету Нью-Йорка пройшла конференція, присвячена 65-річчю Сола Кріпке, на якій він прочитав лекцію «Перша особа» про значенні і референції займенника «Я».

### Релігійні погляди
Кріпке є строгим юдеєм. Розмірковуючи в інтерв'ю з Андреасом Саустатом про те, як його релігійні погляди вплинули на його філософію, він сказав: «Я не маю тих упереджень, які мають сьогодні багато. Я не вірю в натуралістичний погляд на світ. Моє мислення не ґрунтується на забобонах або якомусь світогляді, і я не вірю в матеріалізм»[джерело?].

## Нагороди
- Програма Фулбрайта (1962—1963)
- Гарвардське товариство стипендіатів, Гарвардський університет (1963—1966).
- Доктор гуманітарних наук, почесний ступінь, Університет Небраски, 1977.
- Дійсний член Американська академія мистецтв і наук (1978 -).
- Член-кореспондент, Британська академія (1985 -).
- Нагорода Говарда Бермана, Принстонський університет, 1988.
- Дійсний член, Академії Scientiarum et Artium Europaea (1993 -).
- Доктор гуманітарних наук, почесний ступінь, Університет Джона Хопкінса, 1997.
- Доктор гуманітарних наук, почесний ступінь, Університет Хайфи, Ізраїль, 1998 рік.
- Дійсний член, Норвезька академія наук (2000 -).
- Премія Рольфа Шока з логіки та філософії, Шведська королівська академія наук, 2001.
- Доктор гуманітарних наук, почесний ступінь, Університет Пенсільванії, 2005.
- Дійсний член Американське філософське товариство (2005 -).

### Книги
- 1980. Naming and Necessity. Cambridge, Mass.: Harvard University Press. ISBN 0-674-59845-8 and reprints 1972.
- 1982. Wittgenstein on Rules and Private Language: an Elementary Exposition. Cambridge, Mass.: Harvard University Press. ISBN 0-674-95401-7. Sets out his interpretation of Wittgenstein aka Kripkenstein.
- Forthcoming. Collected Papers, Vol. I. New York: Oxford University Press.

### Статті і тези
- 1959. «A Completeness Theorem in Modal Logic», Journal of Symbolic Logic 24(1):1-14.
- 1959. «Distinguished Constituents» (abstract), The Journal of Symbolic Logic, 24(4):323.
- 1959. «Semantical Analysis of Modal Logic» (abstract), The Journal of Symbolic Logic, 24(4):323-324.
- 1959. «The Problem of Entailment» (abstract), The Journal of Symbolic Logic, 24(4):324.
- 1962. "‘Flexible’ Predicates of Formal Number Theory, " Proceedings of the American Mathematical Society, 13(4):647-650.
- 1962. «The Undecidability of Monadic Modal Quantification Theory», Zeitschrift für Mathematische Logik und Grundlagen der Mathematik 8:113-116
- 1963. «Semantical Considerations on Modal Logic», Acta Philosophica Fennica 16:83-94
- 1963. «Semantical Analysis of Modal Logic I: Normal Modal Propositional Calculi», Zeitschrift für Mathematische Logik und Grundlagen der Mathematik 9:67-96
- 1964. «Transfinite Recursions on Admissible Ordinals, I» (abstract), The Journal of Symbolic Logic, Vol. 29, No. 3, p. 162.
- 1964. «Transfinite Recursions on Admissible Ordinals, II» (abstract), The Journal of Symbolic Logic, Vol. 29, No. 3, p. 162.
- 1964. «Admissible Ordinals and the Analytic Hierarchy» (abstract), The Journal of Symbolic Logic, Vol. 29, No. 3, p. 162.
- 1965. «Semantical Analysis of Intuitionistic Logic I», In Formal Systems and Recursive Functions, edited by M. Dummett and J. N. Crossley. Amsterdam: North-Holland Publishing Co.
- 1965. «Semantical Analysis of Modal Logic II: Non-Normal Modal Propositional Calculi», In The Theory of Models, edited by J. W. Addison, L. Henkin and A. Tarski. Amsterdam: North-Holland Publishing Co.
- 1967. Research Announcement: «Deduction-preserving ‘Recursive Isomorphisms’ between Theories» (with Marian Boykan Pour-El), Bulletin of the American Mathematical Society, 73:145-148.
- 1967. "An Extension of a Theorem of Gaifman-Hales-Solovay, " Fundamenta Mathematicae, Vol. 61, pp. 29-32.
- 1967. "Transfinite Recursion, Constructible Sets, and Analogues of Cardinals, " Summaries of Talks Prepared in Connection with the Summer Institute on Axiomatic Set Theory, American Mathematical Society, U.C.L.A., pp. IV-0-1 — IV-0-12.
- 1967. "On the Application of Boolean-Valued Models to Solutions of Problems in Boolean Algebra, " in Summaries of Talks Prepared in Connection with the Summer Institute on Axiomatic Set Theory, American Mathematical Society, U.C.L.A. (1967), pp. IV-T-1 through IV-T-7.
- 1967. «Deduction-preserving ‘Recursive Isomorphisms’ between Theories» (with Marian Boykan Pour-El), Fundamenta Mathematicae 61:141-163.
- 1971. «Identity and Necessity», In Identity and Individuation, edited by M. K. Munitz. New York: New York University Press.
- 1972 (1980). «Naming and Necessity», In Semantics of Natural Language, edited by D. Davidson and G. Harman. Dordrecht; Boston: Reidel. Sets out the causal theory of reference.
- 1975. «Outline of a Theory of Truth», Journal of Philosophy 72:690-716. Sets his theory of truth (against Alfred Tarski), where an object language can contain its own truth predicate.
- 1976. «Is There a Problem about Substitutional Quantification?», In Truth and Meaning: Essays in Semantics, edited by Gareth Evans and John McDowell. Oxford: Oxford University Press.
- 1976. "A Theory of Truth I. Preliminary Report, " abstract, Journal of Symbolic Logic, Vol. 41, No. 2, pp. 556.
- 1976. "A Theory of Truth II. Preliminary Report, " abstract, Journal of Symbolic Logic, Vol. 41, No. 2, pp. 556-557.
- 1977. «Speaker's Reference and Semantic Reference», Midwest Studies in Philosophy 2:255-276.
- 1979. «A Puzzle about Belief», In Meaning and Use, edited by A. Margalit. Dordrecht and Boston: Reidel.
- 1982. «Nonstandard Models of Peano Arithmetic» (with S. Kochen), in Logic and Algorithmics: International Symposium Held in Honor of Ernst Specker, H. Lauchli (ed.), University of Geneva: 277—295.
- 1986. "A Problem in the Theory of Reference: the Linguistic Division of Labor and the Social Character of Naming, " Philosophy and Culture (Proceedings of the XVIIth World Congress of Philosophy), Montreal, Editions Montmorency: 241—247.
- 1992. «Summary: Individual Concepts: Their Logic, Philosophy, and Some of Their Uses.» Proceedings and Addresses of the American Philosophical Association 66: 70-73
- 2005. «Russell's Notion of Scope», Mind 114:1005-1037
- 2008. "Frege's Theory of Sense and Reference: Some Exegetical Notes, " Theoria 74:181-218
- 2009. "Presupposition and Anaphora: Remarks on the formulation of the projection problem, " Linguistic Inquiry 40(3):367-386.
- 2009. "The Collapse of the Hilbert Program, " (Abstract) Bulletin of Symbolic Logic 15(2):229-231.
- (Forthcoming). "The First Person, " Collected Papers Vol. I, Oxford University Press. The videos «The First Person» and «Questions and Answers» in which the paper is based are available here.
- (Forthcoming). "Two Paradoxes of Knowledge, " Collected Papers Vol. I, Oxford University Press.
- (Forthcoming). "Nozick on Knowledge, " Collected Papers Vol. I, Oxford University Press.
- (Forthcoming). "A Puzzle about Time and Thought, " Collected Papers Vol. I, Oxford University Press.
- (Forthcoming). "Vacuous Names and Fictional Entities, " Collected Papers Vol. I, Oxford University Press.
- (Forthcoming). "Unrestricted Exportation and Some Morals for the Philosophy of Language, " Collected Papers Vol. I, Oxford University Press. Podcast of the talk available here.
- (Forthcoming). "Another Approach: The Church-Turing ‘Thesis’ as a Special Corollary of Gödel's Completeness Theorem, " in Computability: Gödel, Turing, Church, and beyond, Copeland, B. J., Posy, C., and Shagrir, O. (eds), Cambridge, Mass., MIT Press.

### Неопубліковані рукописи і лекції
- 1963. «History and Idealism: the Theory of R. G. Collingwood».
- 1973. John Locke Lectures: «Reference and Existence». (Transcript available in the Philosophy Library, Oxford University)
- 1975. «Three Lectures on Truth». Princeton University. Discussed here.
- 197-. «On The Completeness and Decidability of Intuitionistic Propositional Logic».
- 1978. «Time and Identity». Seminar given at Princeton University, 1978. Several versions of this material have circulated. Some of its ideas are discussed by Ted Sider in his book Four-Dimensionalism: An Ontology of Persistence and Time
- 19- «Non-Standard Models and Godel's Theorem: A Model-Theoretic Proof of Godel's Theorem». Summary by Hilary Putnam.
- 1984. «Lessons on Functionalism and Automata». (Delivered at the International Wittgenstein Symposium, 1984. Transcribed by Roderick Chisholm.[8]
- 198-. «A Proof of Gamma.»
- 198-. «A Note on Zabludowski's Critique of Goodman's Theory of Projection».
- 1986. «Rigid Designation and the Contingent A Priori: The Meter Stick Revisited» (Notre Dame, 1986).
- 1988/89. «Seminars on Truth». Three-semester seminar at Princeton in 1988-89, only the first two semesters have been transcribed by Jim Cain. See here.
- 19- «Semantical Analysis of Intuitionistic Logic II. Undecidability of the Monadic Fragment» (Undated manuscript).
- 19- «Semantical Analysis of Intuitionistic Logic III» (Undated manuscript).
- 1989. «No Fool's Red? Some Considerations on the Primary/Secondary Quality Distinction»(includes comments by David Velleman). University of Michigan, 1989.
- 1992. Whitehead Lectures: «Logicism, Wittgenstein, and De Re Beliefs about Natural Numbers». Delivered at Harvard University, 1992.
- 1992. «Individual Concepts: Their Logic, Philosophy, and Some of Their Uses». Transcribed by Stephen Webb.
- 1996."The Ordered Pair: A Philosophical Paradigm Revisited".
- 1996. «Elementary Recursion Theory and its Applications to Formal Systems.» Transcribed by Mario Gomez Torrente and John Barker. Index available here.
- 1999. «The Road to Gödel». (Read at Haifa University, Israel, 1999. Several transcripts exist.
- 2006. "From Church's Thesis to the First Order Algorithm Theorem, " Tel Aviv University, June 13, 2006. Video available here and abstract available here.
- 2007. «Roundtable on Externalism» (Hilary Putnam, Tyler Burge, Saul Kripke, and Michael Devitt). University College Dublin, Ireland. Podcast available here.
- 2007. «The Collapse of the Hilbert Program». Indiana University, Presidential Lecture. Video available here.
- 2008. «Mathematical Incompleteness Results in Peano Arithmetic, a Revisionist View of the Early History».

### Інтерв'ю та статті про Кріпке в пресі
- «New Frontiers in American Philosophy» by Taylor Branch, New York Times Magazine, August 14, 1977.
- «Saul Kripke, Genius Logician.» Interview by Andreas Saugstad, February 25, 2001.
- «Celebrating CUNY's Genius Philosopher» by Gary Shapiro, The New York Sun, January 27, 2006.
- «Philosopher, 65, Lectures Not About 'What Am I?' but 'What Is I?'» by Charles McGrath, The New York Times, January 28, 2006.
- "The Best Five Books on the Philosophy of Language» by Scott Soames, October 15, 2010.